# Ołeksandr Miszczenko

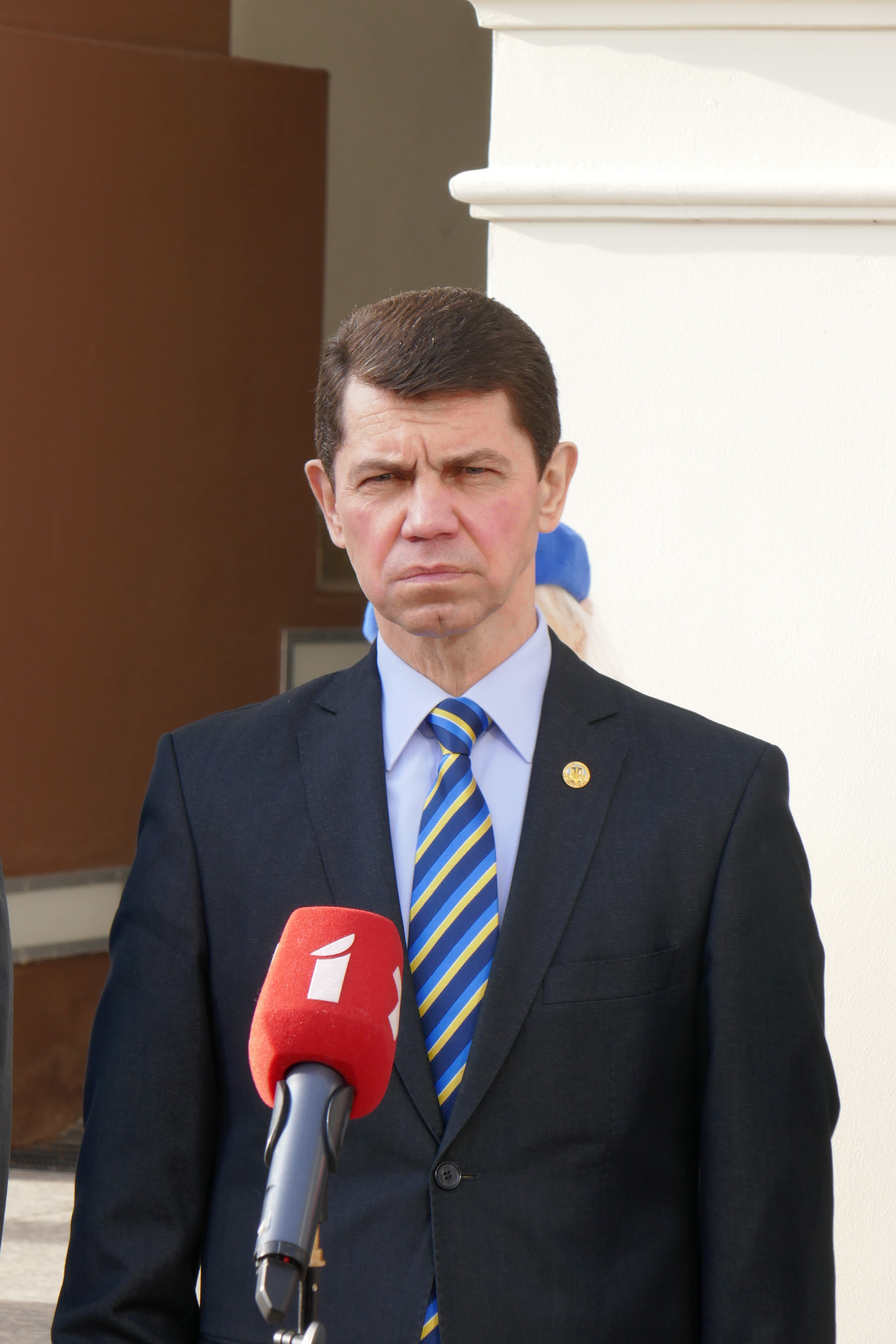
Ołeksandr Miszczenko 2022

Ołeksandr Pawłowycz Miszczenko (ukr. Олександр Павлович Міщенко, ur. 24 sierpnia 1964) – ukraiński dyplomata i prawnik, który od 2019 roku pełnił służbę na stanowisku ambasadora Ukrainy na Łotwie.
Jest absolwentem Uniwersytetu Lwowskiego. Posiada stopień naukowy doktora prawa. Od 1993 roku pracuje w dyplomacji ukraińskiej, pełnił funkcje ambasadora w Australii (2004–2005), Turcji (2005–2008) i Azerbejdżanie (2011–2019).